# Fallon (Montana)
Fallon – jednostka osadnicza w Stanach Zjednoczonych, w stanie Montana, w hrabstwie Prairie.